# Trionfale
Trionfale è il quattordicesimo quartiere di Roma, indicato con Q. XIV.
Con lo stesso termine si designa la zona urbanistica 19E inclusa nel contiguo suburbio Della Vittoria, che ne rappresenta l'estensione in direzione nord-ovest. Entrambe le suddivisioni amministrative fanno parte del Municipio Roma XIV.

## Geografia fisica

### Territorio
Si trova nell'area ovest della città, a ridosso delle Mura leonine e comprende il parco regionale urbano del Pineto.
Il quartiere confina:
- a nord con il suburbio S. XI Della Vittoria[1]
- a est con il quartiere Q. XV Della Vittoria[2] e con il rione R. XXII Prati[3]
- a sud-est con il territorio della Città del Vaticano[4]
- a sud-ovest con il quartiere Q. XIII Aurelio[5]
- a ovest con il quartiere Q. XXVII Primavalle[6]

La zona urbanistica si estende sul suburbio Della Vittoria e confina:
- a nord-est con la zona urbanistica 20C Tomba di Nerone
- a est con la zona urbanistica 20B Acquatraversa
- a sud-est con la zona urbanistica 19A Medaglie d'Oro
- a sud con la zona urbanistica 19B Primavalle
- a ovest con le zone urbanistiche 19D Santa Maria della Pietà
- a nord-ovest con la zona urbanistica 19C Ottavia

## Storia

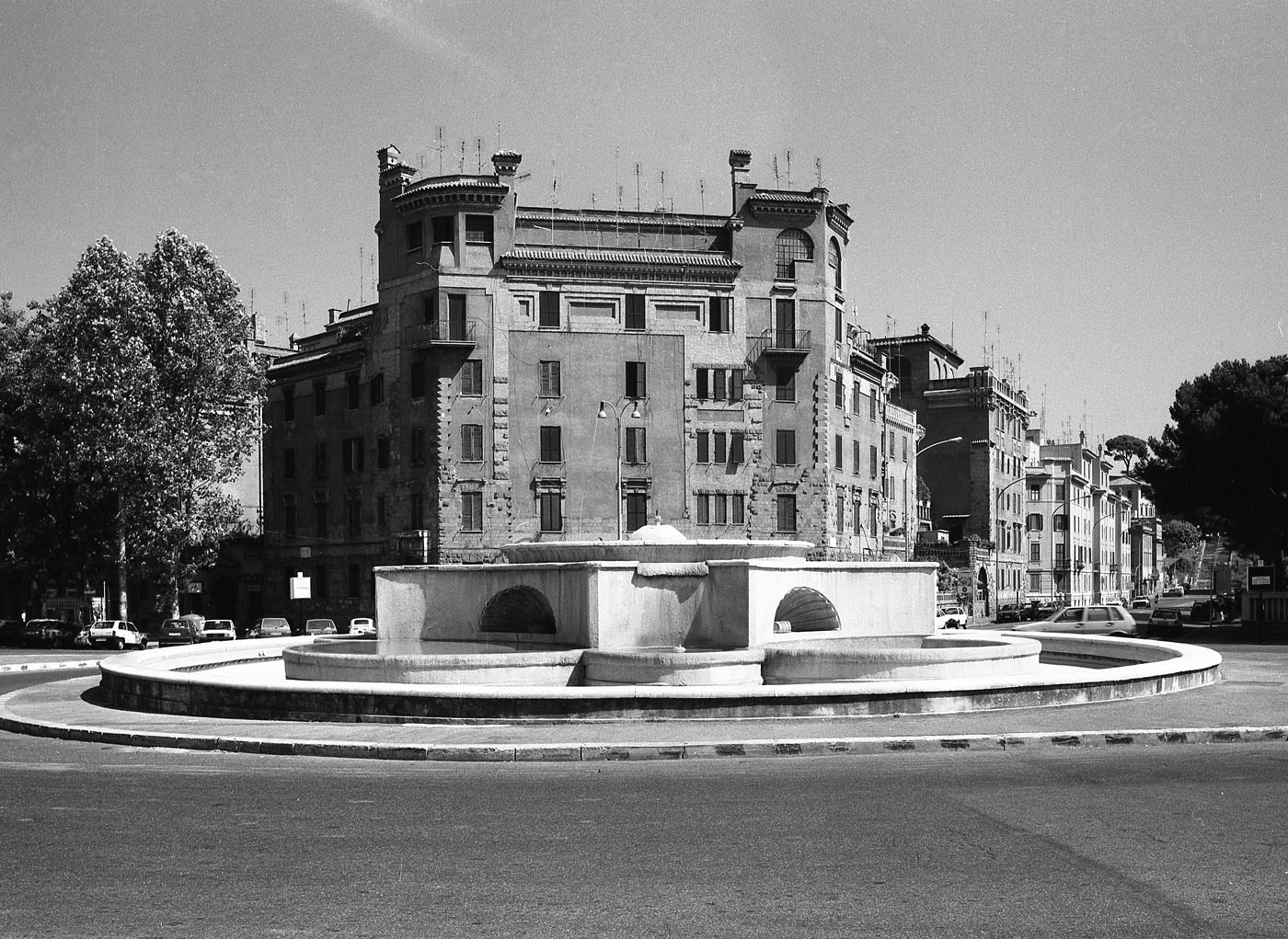
Piazzale degli Eroi nel 1992

Il Trionfale è fra i primi 15 quartieri nati nel 1911, ufficialmente istituiti nel 1921.
Prende il nome dalla via Trionfale, che lo attraversa. Questa era la strada attraverso la quale i generali romani vincitori entravano a Roma dopo le loro battaglie.
Durante tutto il Medioevo, attraverso questa stessa via, i pellegrini provenienti dalla via Francigena arrivavano nella città eterna. A testimonianza di questo passato è rimasta la piccola chiesa rettoria di San Lazzaro in Borgo del XII secolo dove i pellegrini dovevano sostare prima di essere ammessi nella città.

### Stemma
Di rosso al trofeo d'argento.

## Monumenti e luoghi d'interesse

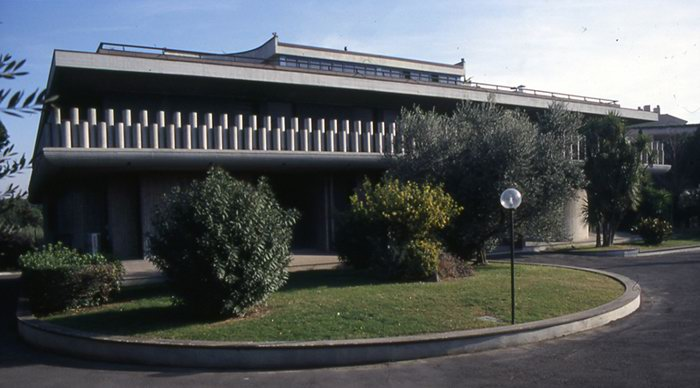
Villa Ligini alla Balduina

### Architetture civili
- Autocentro Pubblica Sicurezza, su via Trionfale.
- Teatro Andrea D'Aloe
- Istituto Suore di Santa Dorotea di Cemmo
- Casale del Giannotto

### Architetture religiose

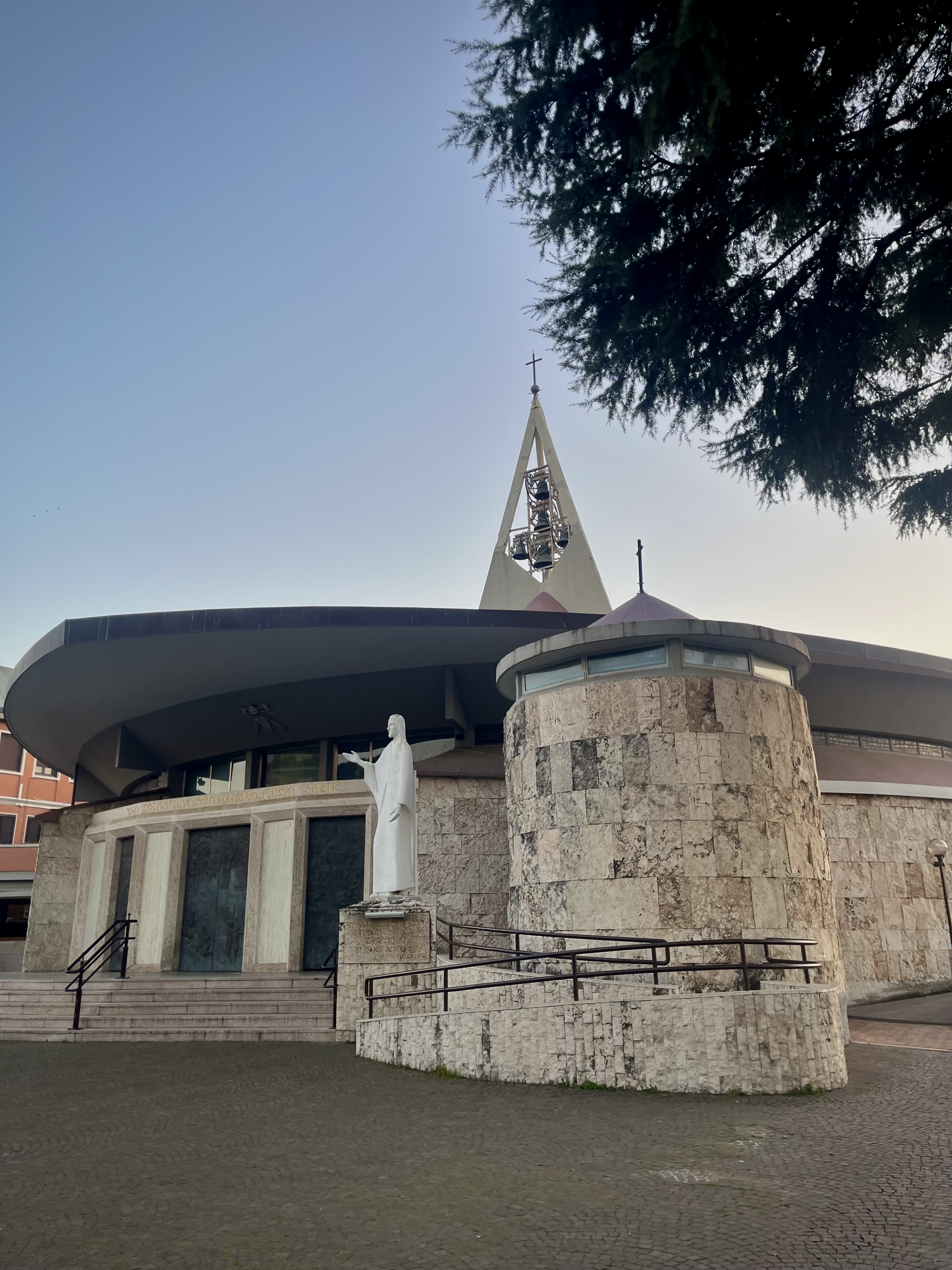
Chiesa Gesù Divino Maestro

- Chiesa di San Giovanni Battista degli Spinelli (demolita).
- Basilica di San Giuseppe al Trionfale
- Chiesa di Santa Maria delle Grazie al Trionfale
- Chiesa di Santa Paola Romana, su via Duccio Galimberti.
- Chiesa di San Pio X, su piazza della Balduina.
- Chiesa di Gesù Divino Maestro, su via Vittorio Montiglio.
- Cappella di Santa Maria degli Angeli, su via Lattanzio (demolita).

### Architetture militari
- Forte Braschi, nel settore centrale di parco regionale urbano del Pineto. Forte del XIX secolo.

### Aree naturali

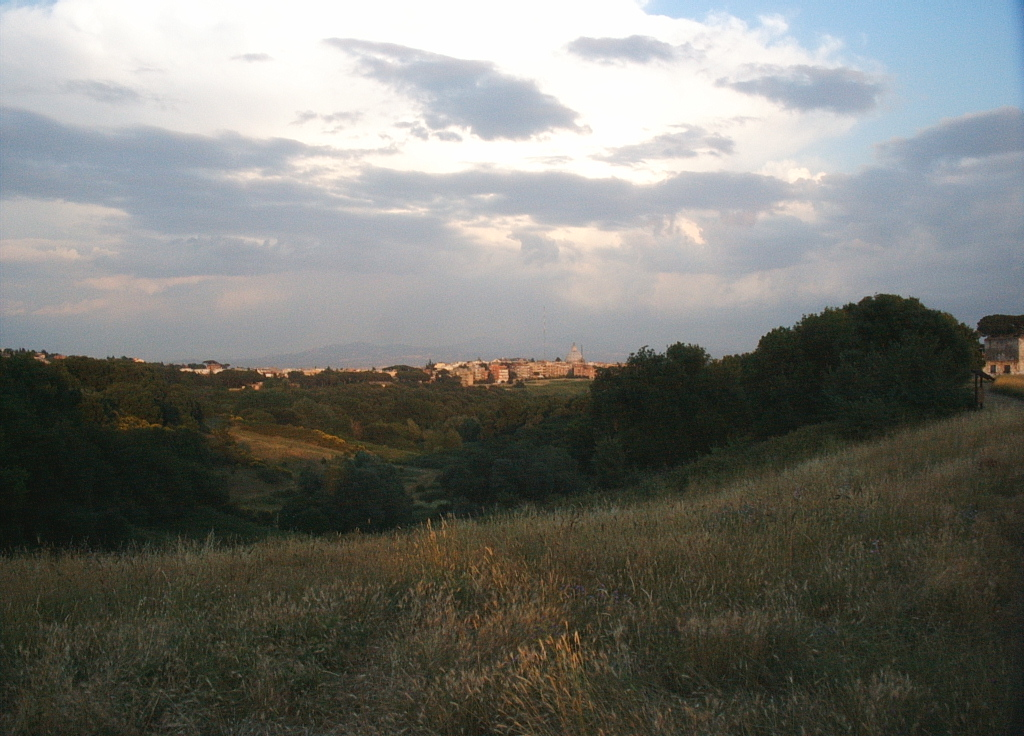
Parco del Pineto, entrata vicino alla Parrocchia Gesù Divino Maestro

- Parco regionale urbano del Pineto
- Parco di Monte Ciocci

## Istituzioni
- Policlinico Agostino Gemelli

## Geografia antropica

### Odonomastica
L'odonomastica del Quartiere Trionfale è dedicata, nell'area sud, ad ammiragli, eroi della Marina Militare e battaglie navali di rilievo nella storia italiana, mentre nella porzione nord-occidentale vie e piazze ricordano perlopiù eroi di guerra (lungo l'asse costituito da viale delle Medaglie d'Oro) ed autori antichi. I viali situati all'interno del parco di via Proba Petronia sono intitolati ad attori italiani. Alcune vie nei dintorni della Circonvallazione Trionfale sono dedicate a filosofi illustri. I toponimi del quartiere possono essere ricompresi nelle seguenti categorie:
- Ammiragli ed eroi della Marina, ad esempio viale degli Ammiragli, via Marcantonio Bragadin, piazzale Ammiraglio Bergamini, via Antonio Canal, via Francesco Caracciolo, via Pietro de Cristofaro, via Ruggero di Lauria, via Andrea Doria, via Angelo Emo, via Domenico Millelire, piazza Francesco Morosini, via Gino Nais, via Vittor Pisani, via Luigi Rizzo, via Giorgio Scalia, via Francesco Sivori, via Sebastiano Veniero, via Sebastiano Ziani;
- Attori, ad esempio viale Gianni Agus, viale Galeazzo Benti, viale Gino Bramieri, viale Memmo Carotenuto;
- Autori latini e greci, ad esempio piazza Ammiano Marcellino, via Arnobio, via Cornelio Nepote, via Cremuzio Cordo, via Elio Donato, via Elpide, via Emilio Draconzio, piazza Ennio, via Fedro, via Festo Avieno, via Firmico Materno, piazza Giovenale, via Lattanzio, via Livio Andronico, via Lucilio, via Lucio Apuleio, via Marziale, via Nevio, via Orbilio, via Pacuvio, via Paolo Orosio, via Polibio, via Pomponio Porfirione, via Prisciano, via Proba Petronia, via Quintiliano, via Seneca, via Silio Italico, via Svetonio, viale Tito Livio, via Vegezio, via Venanzio Fortunato;
- Battaglie navali, ad esempio via Candia, via Cipro, via della Meloria, via Ostia, via Rialto, via Santamaura, via Tolemaide, via Tunisi;
- Filosofi, ad esempio via Giacomo Barzellotti, via Giovanni Bovio, via Giordano Bruno, via Tommaso Campanella, via Enrico Caporali, via Marsilio Ficino, via Antonio Genovesi, via Giovanni Gentile, via Pietro Giannone, via Antonio Labriola, via Aonio Paleario, via Carlo Passaglia, viale Platone, via Plotino, via Pietro Pomponazzi, via San Tommaso d'Aquino, via Paolo Sarpi, piazzale Socrate, via Bernardino Telesio, via Bernardino Varisco;
- Medaglie d'oro al valor militare, ad esempio via Guido Alessi, via Ugo Bartolomei, via Alberto Cadlolo, largo e via Damiano Chiesa, via Ugo De Carolis, largo Giuseppe di Montezemolo, piazzale degli Eroi, via Genserico Fontana, piazza e via Attilio Friggeri, via Alfredo Fusco, via Duccio Galimberti, via Luigi Gherzi, via Aladino Govoni, via Guglielmo Grandjacquet, piazzale e viale delle Medaglie d'Oro, via Vittorio Montiglio, via Pier Ruggero Piccio, via Pantaleone Rapino, via Romeo Rodriguez Pereira, Rampa Sergio Sartof, via Alfredo Serranti, via Simone Simoni;
- Toponimi locali, ad esempio piazza e via della Balduina, via di Casal Ciocci, via Massimi, clivo delle Mura Vaticane, via di Valle Aurelia, viale Vaticano.

## Infrastrutture e trasporti
|  | È raggiungibile dalle stazioni di Balduina, Appiano e Gemelli. |